# LG Optimus 4X HD
LG Optimus 4X HD是樂喜金星集團於2012年全球移動通訊大會前發佈的智能手機，它是全球首部發佈的四核心手機，型號為P880，採用Android 4.0系統，其賣點是四核心處理器和高解析觸控，將於七月中,尾率先在歐洲上市。

## 規格
- 記憶體：1 GB RAM、16 GB的內置記憶體 [2][3]
- 螢幕：4.7" True HD IPS 1280 x 720 像素
- 處理器：NVIDIA Tegra 3 1.5 Ghz 四核心
- 系統：Android 4.0.3
- 相機：800萬像素（有LED閃光燈）1080p 30 fps Full HD錄影、前置鏡頭為130萬像素
- 電池：2,150 mAh 可更換式鋰電池(SiO+ 技術)[1]
- 産地：